# Lengyel Légierő
A Lengyel Légierő (lengyelül: Siły Powietrzne) a Lengyel Köztársaság Fegyveres Erőinek egyik haderőneme. Feladata a légtér védelme, valamint a fegyveres erők más egységeivel való együttműködés. Részei a Repülő Csapatok, a Légvédelmi Csapatok, valamint a Rádiótechnikai Csapatok. A lengyel légierő az I. világháborúban harcoló lengyel "Kék Hadsereg" bázisán jött létre. 2004. július 1-jéig a Lengyel Köztársaság Repülő és Légvédelmi Csapatai volt, amely 1990. július 1-jén jött létre a Repülő Csapatok és a Honi Légvédelmi Csapatok összevonása nyomán.

## Története

### A kezdetek – 1918–1922
A lengyel légierő kezdetei az első világháború utolsó évéig nyúlnak vissza. Habár az I. világháború alatt önálló lengyel államiság nem létezett, ebből következően lengyel légierő sem lehetett, mégis számos lengyel pilóta harcolt más országok légierőinek kötelékében. Oroszországban Józef Dowbór-Muśnicki tábornok lengyel csapatai kötelékében működött egy repülőszázad, amely 1918 májusában alakult meg. Franciaországban Józef Haller tábornok alárendeltségében öt lengyel bombázó-repülő század harcolt. A külföldön harcolt pilóták a háború után hazatértek, és a részvételükkel alakulhatott meg az időközben az önálló állami létét is visszanyert Lengyelország légiereje. Habár a lengyel légierő szervezetileg már 1918 novemberében létrejött, ténylegesen csak 1919 folyamán kezdett el működni. Repülőgépparkja kezdetben a vesztes hatalmaktól zsákmányolt – főleg német és osztrák-magyar gyártmányú – repülőgépekből állt. A legnagyobb mennyiségű repülőgép az 1919. január 6-i Ławincę-i csatában került lengyel kézre, amikor a lengyel felkelők néhány száz darab szétszerelt és konzervált repülőgépet, valamint megfigyelő ballont zsákmányoltak. A megszerzett és üzemképessé tett repülőgépekkel a poznańi repülőszázad már 1919. január 9-én 12 kg-os bombákkal támadta az Odera menti Frankfurt repülőterét. A lengyel légierő részt vett az 1918-as lwówi (ma: Lviv) lengyel-ukrán háborúban, valamint az 1919-1920-as lengyel-szovjet háború harcaiban. 1919-ben a zsákmányolt repülőgépek mellé a szovjetek elleni háború gépigénye miatt már külföldről is vásároltak repülőgépeket, így 1920-ra a kezdeti repülőgép-park brit, francia és olasz, szintén még I. világháborús repülőgépekkel egészült ki.
A légierő első éveiben szolgálatba állított vadászrepülőgépek: Bristol F.2B, SPAD S.XIII, Fokker D.VII, Oeffag D.III, Ansaldo A.1 Balilla, SPAD S.VII, Albatros D.III, Sopwith Dolphin, Fokker E.V (D.VIII); bombázó és felderítő repülőgépek: Breguet 14, Ansaldo S.V.A.9, Salmson 2A2, DH.9, Albatros C.X, Albatros C.XII, DFW C, LVG C.V, LVG C.VI.

### 1923–1932
A lengyel-szovjet háborút követően az I. világháborús repülőgépeket fokozatosan kivonták a hadrendből, és újonnan főleg francia gyártású repülőgépeket állítottak szolgálatba. 1924–1926 között alapvető vadászrepülőgéppé a francia SPAD 61 vált, amelyből Lengyelország 280 db-t szerzett be. Az alapvető könnyűbombázó a szintén francia gyártmányú, 245 példányban beszerzett Potez XV, a 250 db Brege XIX és a 316 db Potez XXV volt. A rendszeresített Potez bombázókat Lengyelországban gyártották. Közepes bombázóként a Farman Goliath típust, majd később a Fokker F–VII katonai változatát rendszeresítették. Csehszlovákiától vásárolt licenc alapján Lengyelországban készült a légierő részére 50 db kétfedelű Avia BH–33 vadászrepülőgép PWS–A típusjelzéssel.
A nagyarányú külföldi repülőgép-beszerzéseket követően a hazai gyártású gépek beszerzése kerültek előtérbe, amelyek gyártását megalapozta a licencben készülő repülőgépekhez kiépített gyártó kapacitás. Az első teljesen lengyel tervezésű és gyártású repülőgép a PWS–10 vadászrepülőgép volt, amelyből 1931–1932 között 80 db-t gyártottak. A lengyel haditengerészeti légierő néhány vízi repülőgépet (repülő csónakot) használt, többek között Schreck FBA–17, LeO H–13 és H–135, valamint Latham 43 típusokat. Ezeket azonban 1939-ig kivonták a légierő állományából.

### 1933–1938
1933-ban szolgálatba állt a PZL P.7a vadászrepülőgép, amelyből kb. 150 db készült, majd rendszeresítették a kb. 30 példányban gyártott PZL P.11a vadászrepülőgépet is. 1935-ben tovább folytatódott az új gépek rendszerbe állítása, így kb. 175 db PZL P.11c típusú vadászrepülőgép állt rendszerbe. Mindez azonban nem jelentett tényleges technikai fejlődést, mert ezek a gépek 1939-re már elavultnak számítottak. Ennek a sorozatnak a legfejlettebb változatát, a PZL P.24-t pedig nem rendszeresítették a lengyel légierőben, hanem exportálták (Bulgáriába, Görögországba, Romániába és Törökországba). 1939-ig nem sikerült beindítani a jóval modernebb PZL.50 Jastrząb vadászrepülőgép sorozatgyártását, és hasonló sorsra jutott a PZL.38 Wilk és a PZL.48 Lampart is.
1939-ig a lengyel légierő szervezetébe hat ezred tartozott:
- 1. repülőezred Varsóban (1921–1939)
- 2. repülőezred Krakkóban (1921–1939)
- 3. repülőezred Poznańban (1921–1939)
- 4. repülőezred Toruńban (1924–1939)
- 5. repülőezred Lidában (1928–1939)
- 6. repülőezred Skniłówban (ma: Szkniliv, Lviv egyik városrésze) (1925–1939)

## Fegyverzete

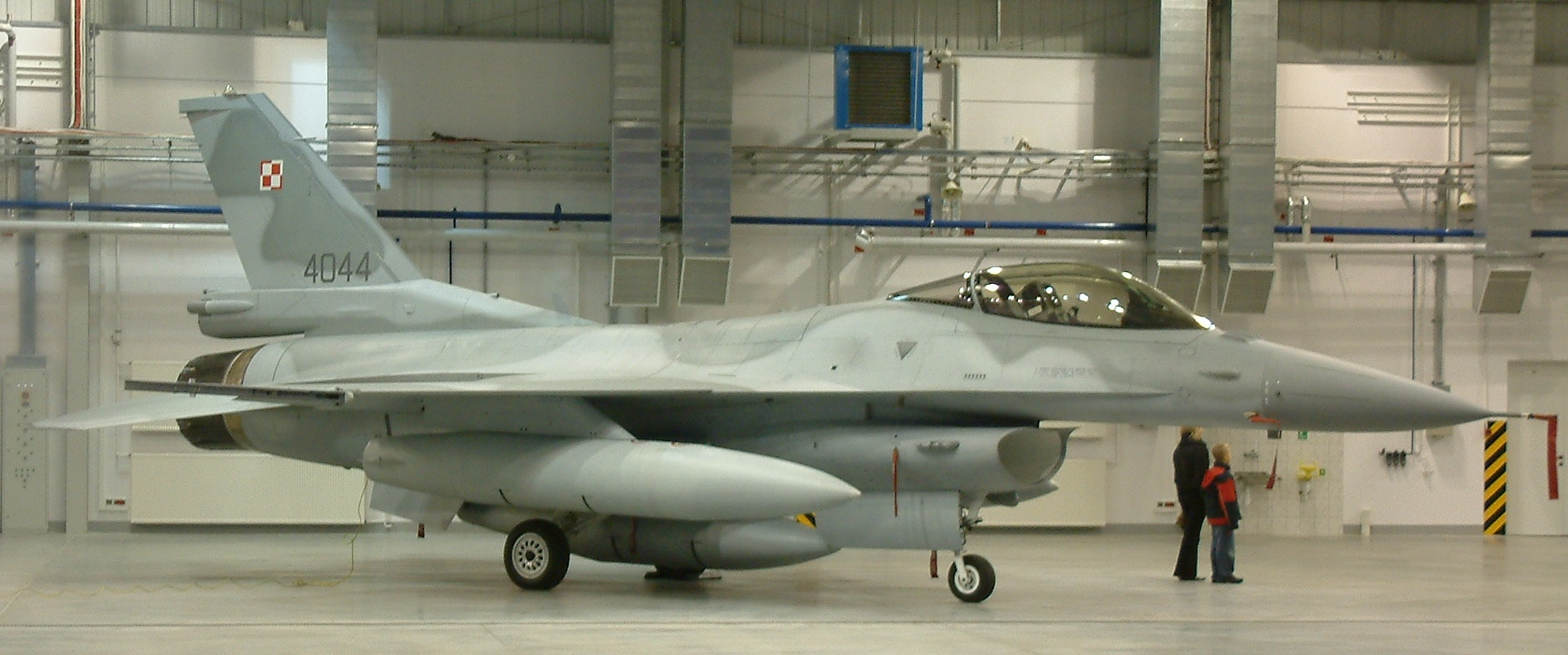
F–16C

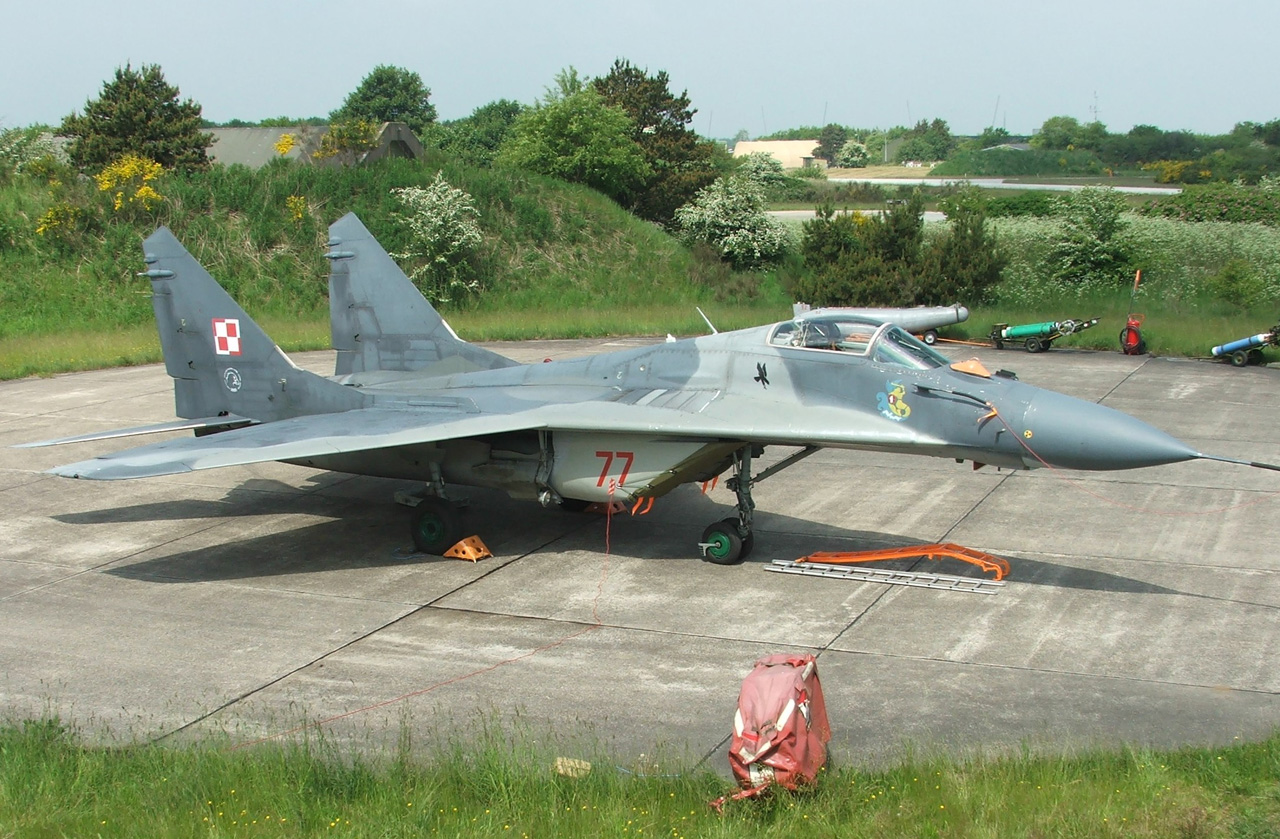
Lengyel MiG–29-es

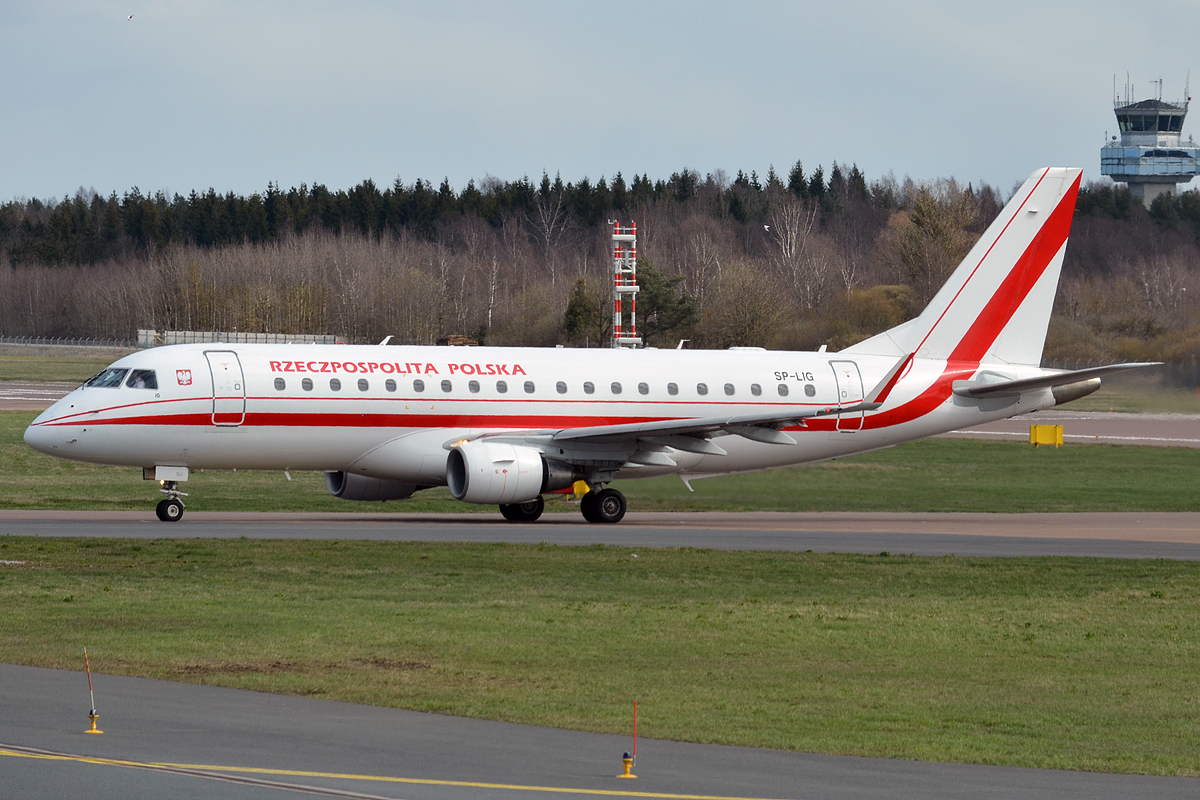
Embraer 175

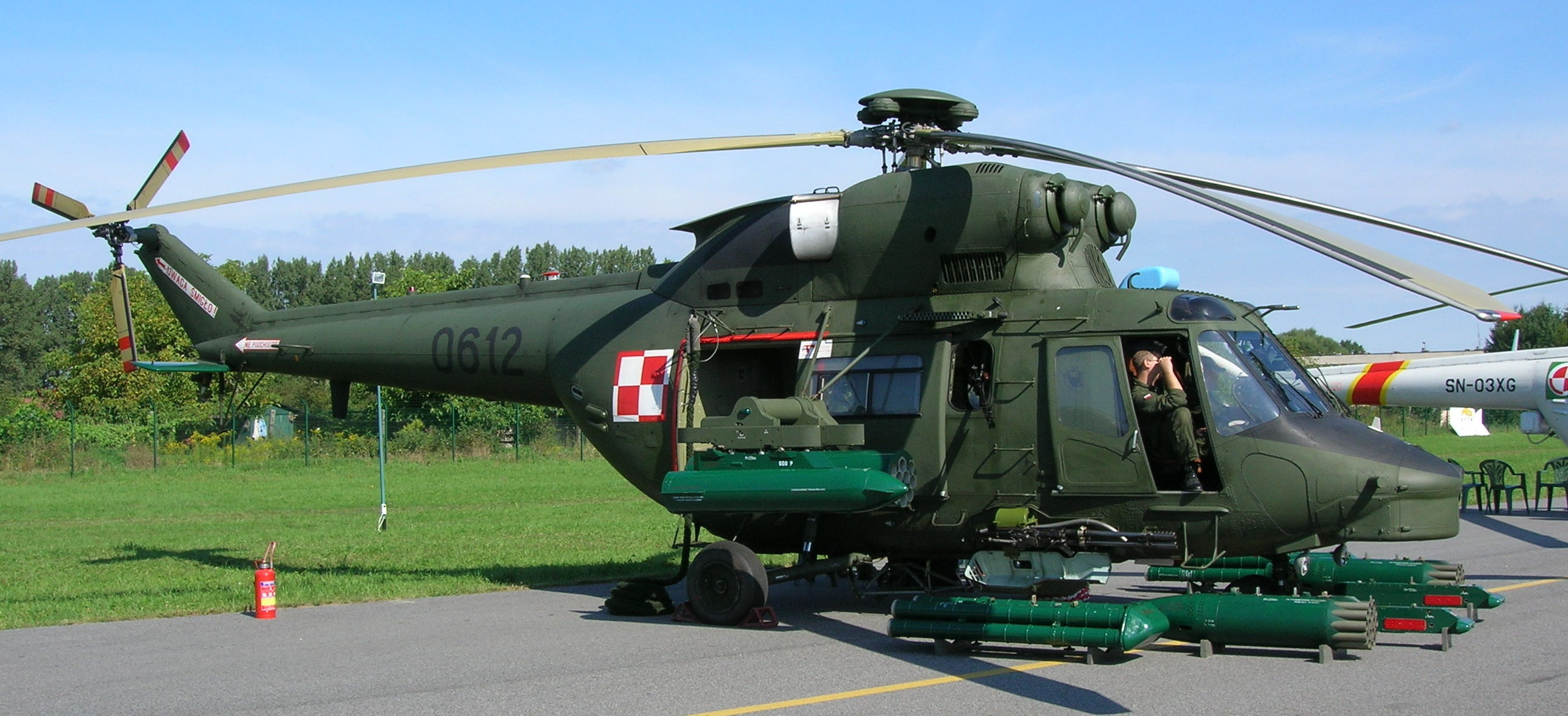
W–3 Sokół

### A repülő csapatok fegyverzete
- 48 db F–16C/D
- 32 db F-35A
- 28 db MiG–29
- 18 db Szu–22
- 5 db C–130 Hercules
- 25 db M28B
- 16 db CASA C–295
- 54 db PZL TS–11 Iskra
- 28 db PZL–130 Orlik
- 23 db PZL W–3 Sokół
- 16 db Mi–2
- 13 db Mi–8/17
- 24 db SW-4

### A légvédelmi csapatok fegyverzete
- SZ–60 légvédelmi ágyú
- GROM–2 hordozható légvédelmi rakéta
- 2K11 Krug közepes hatómagasságú légvédelmi rakétarendszer
- SZ–125 Nyeva közepes hatómagasságú légvédelmi rakétarendszer
- SZ–200 Vega nagy hatómagasságú légvédelmi rakétarendszer

### A rádiótechnikai csapatok fegyverzete
- N–11 és N–12 3D-s rádiólokátorok
- N–17 és N–31 távolságmérő rádiólokátorok
- N–41, RW–31 és PRW–17 magasságmérő rádiólokátorok

## Lásd még
- Lengyelország hadereje
- Európai országok légierői

## Külső hivatkozások
- A Lengyel Légierő honlapja